# Stefan Emmerling
Stefan Emmerling (* 10. Februar 1966 in Heidelberg) ist ein deutscher Fußballtrainer und ehemaliger Fußballspieler. Seit Juli 2019 ist Emmerling Cheftrainer des BSV Kickers Emden.

## Spielerkarriere
Von 1987 bis 2000 bestritt Emmerling 249 Bundesliga- und 106 Zweitligaspiele für den 1. FC Kaiserslautern, die SG Wattenscheid 09, Hannover 96 und den MSV Duisburg. Von 2000 bis 2002 stand er beim Regionalligisten Fortuna Düsseldorf unter Vertrag. Ab dem 3. April 2002 leitete Emmerling gemeinsam mit Pierre Esser das Training der Fortuna während der letzten Regionalligaspiele, wobei er den späteren Bundesligaprofi Axel Bellinghausen in die 1. Mannschaft beförderte.

## Trainerkarriere
Die zweite Mannschaft von Alemannia Aachen (bis 2005 Alemannia Aachen Amateure, ab 2005 offiziell „Alemannia Aachen II“) war von 2003 bis 2007 die erste Station des ehemaligen Bundesligaprofis als Trainer, zunächst in der Mittelrheinliga, später in der Regional- und der Oberliga. Er führte die Mannschaft in der Saison 2006/07 auf Platz 2 der Oberliga Nordrhein.
Vom Sommer 2007 bis April 2009 war Emmerling Trainer des Drittligisten Kickers Emden, die aus wirtschaftlichen Gründen den Lizenzantrag für die 3. Liga zurückzogen.
Am 9. April 2009 wurde Stefan Emmerling als neuer Trainer von Rot Weiss Ahlen verpflichtet. Er trat sein Amt vorzeitig am 16. April 2009 an, nachdem Ahlen aufgrund der angespannten sportlichen Situation Emden um die Freigabe gebeten und Emmerling seinen Vertrag mit den Kickers aufgelöst hatte. Am 20. September 2009 wurde Emmerling nach anhaltender Erfolglosigkeit als Trainer bei RW Ahlen beurlaubt. Ende März 2010 wurde Emmerling als Cheftrainer vom Drittligisten Rot-Weiß Erfurt verpflichtet und erhielt einen Vertrag bis zum Saisonende 2009/10, der sich im Falle des Klassenerhaltes automatisch um ein Jahr verlängern sollte. Nach einem 0:2 gegen Arminia Bielefeld am 6. Spieltag der 3. Liga wurde Emmerling von Rot-Weiß Erfurt entlassen. Bis dahin hatte er mit seinem Team nur einen Punkt geholt.
Ab dem 21. Dezember 2012 war Emmerling Trainer beim Südwest-Regionalligisten Wormatia Worms als Nachfolger von Ronald Borchers. Nach einer 1:3-Niederlage gegen den SVN Zweibrücken trat Emmerling am 29. September 2013 von seinem Posten zurück. Zuvor war die Mannschaft auf Platz 14 der Tabelle abgerutscht und konnte die Erwartungen in die Spielzeit 2013/14 nicht erfüllen.
Mit Beginn der Saison 2016/17 wurde Emmerling Trainer der zweiten Mannschaft des 1. FC Köln. Während der Saison wechselte er auf die Cheftrainerposition beim SC Paderborn 07. Unter seiner Führung erlangte die Mannschaft in 14 Spielen 9 Punkte. Wegen des drohenden Abstiegs wurde er am 16. April 2017 beurlaubt.
Im November 2017 übernahm Stefan Emmerling erneut das Traineramt bei Rot-Weiß Erfurt. Der insolvente Verein beendete die Saison als abgeschlagener Letzter und stieg aus der 3. Liga ab. Mit Ende der Saison 2017/18 beendete man auch die Zusammenarbeit mit Emmerling.
Im Sommer 2019 übernahm Emmerling erneut das Traineramt bei den Kickers Emden, die inzwischen in der Oberliga Niedersachsen antraten. Mit der Mannschaft stieg er 2022 in die Regionalliga Nord auf, aus der man in der anschließenden Spielzeit 2022/23 jedoch als abgeschlagener Tabellenletzter wieder abstieg. Der Verein hielt nach dem Abstieg weiter an ihm als Trainer fest, woraufhin in der folgenden Saison 2023/24 als Oberliga-Meister der direkte Wiederaufstieg zurück in die Regionalliga erreicht werden konnte.

## Erfolge
Als Spieler
- DFB-Pokal-Finalist 1998 mit dem MSV Duisburg

Als Trainer
- Regionalliga Nord: Platz 9 mit Kickers Emden (2008), Qualifikation für die 3. Liga.